# Epidendrum vasquezii
Epidendrum vasquezii är en orkidéart som beskrevs av Eric Hágsater och Luis M. Sánchez. Epidendrum vasquezii ingår i släktet Epidendrum och familjen orkidéer.
Artens utbredningsområde är Bolivia. Inga underarter finns listade i Catalogue of Life.